# 論点先取

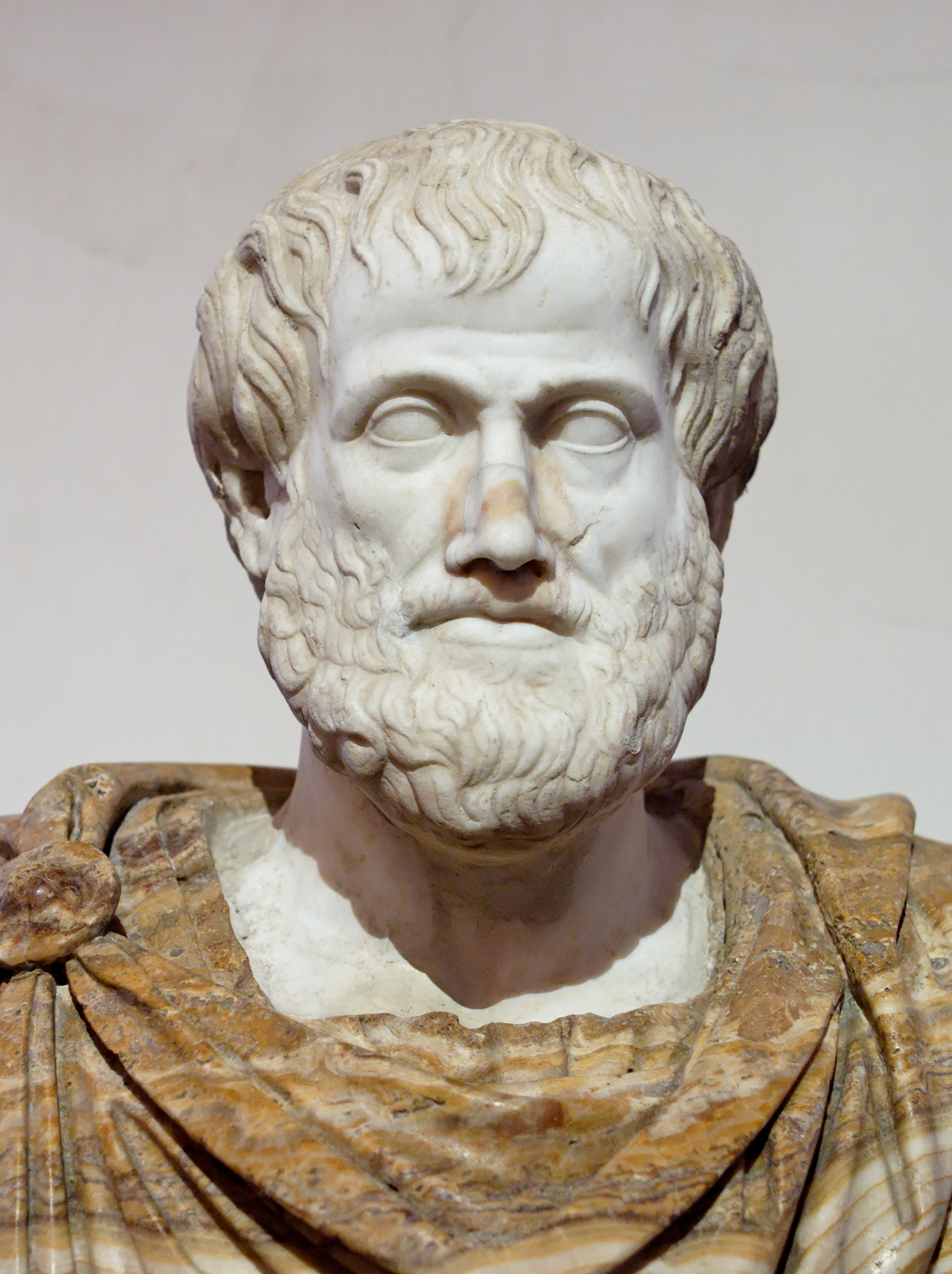
アリストテレスの胸像。彼は『分析論前書』の中で論点先取について論じた。

論点先取（ろんてんせんしゅ、英: Begging the question、羅: Petitio Principii）とは、証明すべき命題が暗黙または明示的に前提の1つとして使われるという誤謬の一種。論点先取の虚偽（ろんてんせんしゅのきょぎ）とも言われる。論点先取は、循環論法の誤謬と関連している。西洋での最初の定義としては、古代ギリシアの哲学者アリストテレスが紀元前350年ごろに行ったものが知られており、その著書『分析論前書』や『詭弁論駁論』にある。

## 歴史
ラテン語では「assumptio non probata」（「論点窃取」とも訳された）であり、その一種に「hysteron proteron」（不当仮定、倒逆法）や「circulus in probando」（循環論証）と共に特に「petitio principii」（先決問題要求）があり、ラテン語の用語が16世紀に英語に導入された。「起点または原則を当然と見なすこと」を意味する。すなわち、前提（原則、起点）が問題となっている事柄の真偽に依存することを意味する。ラテン語の句はアリストテレスの著作『Prior Analytics II xvi』にあるギリシア語の「τὸ ἐν ἀρχῇ αἰτεῖσθαι」に由来する。
論点を仮定することは、必要とされる命題を示すことに失敗することを意味する。しかし、他にもこれを発生させる方法がいくつか存在する。例えば、論証に三段論法が全く使われない場合 […]。しかし、もしBからCへの関係が同一の場合、または明らかに置換可能なものである場合、または一方を他方に適用できる場合、論点が先取されている。
トーマス・フォウラーの1887年の著書では、ラテン語の語源を『Petitio Quæsiti』としている。
フランス語「pétition de principe」に対し「不当前提」を訳語に挙げる辞書もあるが（『クラウン仏和辞典 第3版』三省堂、1989年）、「本源（第一のもの）の請願」という程の原義である。直訳して「原理請求」とも（『日本百科大辞典』三省堂、1908年。井上哲次郎・元良勇次郎・中島力造『英独仏和 哲学字彙』丸善、1912年、113ページ。井上十吉『井上 英和大辞典』至誠堂書店、1915年、1415ページ）。

### 日本
「petitio principii」の訳として、早くは井上哲次郎『哲学字彙 附清国音符』（東京大学三学部、1881年）65ページに「匿証佯争」とある。坪井九馬三『論理学講義』（酒井清造、1883年）上編（「縯繹法之部」）巻之二「第十八章　事実誤謬」中第六節「匿証佯争ノ誤」で「匿証佯争」に「ペチシヨ、プリンシピアイ」と左ルビを振ってあるが、この箇所は『改正増補 論理学講義 全 三版』（酒井清蔵・岩本三二、1888年）「第九章　事実過誤」第六項では「伏蔵断案之過」と改められている。山田郁治『簡明論理学』（南江堂、1889年）「第四章　論理上ノ虚偽」139ページにも「匿証佯争ノ虚偽」として採り入れられ、他にも或る程度広まった。
他に、千頭清臣『論理学　巻之三、四　推度法及ビ誤謬』（敬業社、1891年）第三章「第二　推度資料上の誤謬」169ページが「亡証辨論の誤謬」をpetitio principiiの訳語とし、『論理学要義』（金港堂書籍、1903年）第六章「第四節　演釋法に関する誤謬」中「第二　推理資料上の誤謬」でもそのままである。この語句は普及しなかった。
「明治論理学の確立者」乃至「大成者」とも称される大西祝は、『論理学』（有斐閣書房、1893年）第三章「第九節　似而非推論」166ページに「論点窃取の似而非推論」を挙げたが、続く『論理学』（東京専門学校政治経済科第1回1年級講義録、1895年?）第一章第十一節160ページ並びに『論理学原理』（東京専門学校行政科第10回1年級講義録、1897年?）第一編第十一章148ページでは「不当仮定の似而非推論」に属する最好の例を「窃取論点の似而非推論」とした（これと並立させ、同一の性質を有するのが「循環論証の似而非推論」とされた）。加筆した講義録が没後『大西博士全集　第一巻　論理学』（警醒社書店、1903年）に纏められて広く読まれ、該当箇所は同書第一編第十一章170ページにあるが、同書「附録第七　論理学用語英和対訳表」は見出しに「不当仮定 Undue assumption」と「循環論証　Circulus in probands, or petitio principii」はあっても「窃取論点」を採ってない。同書の編纂校訂に当った大西門下の中桐確太郎は『論理学』（早稲田大学39年度政治経済科第1学年講義録、早稲田大学出版部、1906年?）「第七章　似而非推論」附説「アリストテレスの似而非推論」182ページに「論点窃取（Petitio Principii）」と記しており、後年『論理学綱』（聖山閣、1926年）第二篇第二部第二章第二節281ページでは「論点窃取（Petitio Principii）又は不当仮定（Assumptio non probata）」とも書いている。「窃取論点」の形では、北沢定吉『論理学講義』（金刺芳流堂、1908年）「第五章　推論　（一）演繹法」中「二十五」180ページに「不当前提の謬論若くは窃取論点の謬論（petitio principii）」とあり、また井上忻治『独和法学大辞典』（東海堂、1909年）626ページ「petitio principii」も訳語を「窃取論点。不当論証〔哲〕」とする。朝永三十郎を編者とする『哲学綱要』（宝文館、1902年）巻末「和独英術語対照表」は「循環論法　petitio principii（拉）」としていたが、朝永著『哲学辞典』（宝文館、1905年）214ページでは「窃取論点」がPetitio principiiを原語にして立項された。荒木良造『詭弁と其研究』（内外出版、1922年）「第二編　不当仮定の曲論」中第十一章の章題も「窃取論点」であるが、添えられた原語はギリシア語由来の「Hysteron Proteron」と英語「undue assumption」との二つであり、齟齬する。なお「窃取」という訳語は、恐らく、十八世紀ドイツ哲学におけるカントらの用語「窃取の誤謬 Fehler des Erschleichens」（ラテン語でvitium subreptionis）に基づくか。カント邦訳でSubreptionは「すり替え」「取り違え」などとも翻訳される。
渡辺又次郎『最新論理学』（丙午出版社、1908年）「索引」は、「不当仮定」をpetitio principiiの訳語とし、本文318ページでは「この中に属する特別なるものとして循環論法と称せらるゝものあり」と説く。
今福忍は、刊年不明（1902年以降か）の東京専門学校講義録『論理学』（早稲田大学出版部）第四十四節419ページでは「不当先決の謬論（F[allacy]. of Petitio principii）」を挙げてこれに属するのが「論点窃取 Assumptio non Probata」と「循環論証 Circulus in probando」とであると説明していたが、これらに相当する術語を改めて取り上げた『最新 論理学要義』（宝文館、1908年）第二編第二章「第七節　謬論」及び巻末「用語英独対訳索引」を見ると「未証点窃取の謬論」の原語をAssumptio non probataとし、その下に四種属するうち「不当先決の謬論」はHysteron‐proteron、「先決問題要求の謬論」はpetitio principii、「循環論証」はCirculus in probandoとしている。同書での「謬論」を「虚偽」に変更しただけで『哲学大辞書』（同文館、1912年）の「羅和索引」にも踏襲されるが、同書第二冊1403ページ「循環論証」の項（今福忍執筆）は「不当先決の謬論」「先決問題要求の謬論」「とも同一視せらるゝことあるものなるが、今は是等を区別して」と述べ、同書第七冊3033ページ「論証的虚偽」の項は「未証点窃取」「論点窃取の虚偽」を併記する。
今福の講義録と似た分類は川合貞一『増訂改版 新論理学綱要』（慶応義塾出版局、1910年、第二版に当る）で、この版から増補した「結論」中「第二章　演繹推理の過誤」195ページで「不当仮定の誤（Fallacy of Petitio principii）」を「未証前提仮定 Assumptio non probata」と「循環証明」との二つに分け、前者は「未証前提窃取」とも記す。これは後の『増訂改版 新論理学綱要（第十三版）』（慶応義塾出版局、1928年）第五章「第二節　演繹推論の過誤」173ページでは「未証前提窃取の誤」に統一されている。
速水滉『論理学』（岩波書店、1916年）第二編「第十一章　虚偽論」二では、「論点窃取の虚偽 Assumptio non Probata」を挙げてその下に「不当仮定の虚偽 Hysteron Proteron」「先決問題要求の虚偽 Petitio Principii」「循環論証の虚偽 Circulus in Probando」の三種を属させた。同書は〈哲学叢書〉の中でも「売れ行きの最も多かったもの」（『岩波書店五十年』岩波書店、1963年）、1921年時点で43版、1930年で191版に達した程であり、増訂改版（増訂1923年、改版1932年）と共に、以後この用語法が諸種辞典にも採用され、定着していったと見られる。
「論点窃取」から「論点先取」への書きかえは、1950年代以降に出現する。文部省学術奨励審議会学術用語分科審議会編『学術用語集　論理学編』（大日本図書、1965年）に「論点先取の虚偽」が立項され、対訳が「fallacy of assuming the point in debate, assumptio non probata」である。
なお、「petitio principii」に「不当前提」の訳語を当てる用例は、法学系の論文に目立つ。この言葉そのものは、早くは高山林次郎（樗牛）『論理学』（博文館、1898年）「第十三章　不正確なる推論」180ページに確認できる。

## 具体例
「それは論点先取だ」と言えるのは、1つの三段論法の中で「循環論法」が使われている場合である。すなわち、推論過程に証明すべき事柄を前提とする命題を含んでいる場合である。本質的に、命題がそれ自身の証明に使われるような戦術はその基本的形式において説得力がない。例えば、ポールが本当のことを言っていると証明したいとする。
1. ポールは嘘を言っていないと仮定する。
2. ポールは何かを話している。
3. したがって、ポールは本当のことを言っている。

この文章は論理的だが、話者の真実性を納得させることはできない。問題は、ポールの真実性を証明するためにポールが本当のことを言っていると仮定することを聴衆に頼んでいるため、これは実際には「ポールが嘘をついていないなら、ポールは真実を言っている」ということを証明しているに過ぎない。
このような論証は論理的には妥当である。すなわち、結論は実際に前提から導き出されている。ただし、何らかの意味でその結論は前提と同一である。自己循環論法は全て、このような証明すべき命題が論証のある時点で仮定されるという性質を持つ。
なお、統語的には、上記の例のように論点先取であることが明確にわかるような表現は滅多にない。

### J･S･ミルの議論
J･S･ミルは『論理学体系』（1843年）において三段論法を批判するにあたり、従来の三段論法には以下のような欠陥があると指摘した。
- (1) すべての人間には寿命がある。
- (2) Cは人間だ。
- (3) よってCには寿命がある。

この大前提 (1) は、「これまで寿命のない人間が発見されていない」という経験的事実に基づいた一般化である。寿命のない人間が見つかれば、その時点で(1) は成立しなくなる。このため、対象となる人物「C」に寿命がなかったならば、(1) は成立しないことになる。つまり、この論証はすでに「Cに寿命がある」という結論を前提として「Cに寿命がある」ことを導き出しているのである。このように大前提 (1) に論点先取の問題があるとして、学術的推論において慎重を期すべき点を指摘している。
ただし、「すでに自明のこととして前提する」論点先取に積極的意義が生じる場合があると主張する者もいる。ハインリッヒ・リッケルトは「認識の対象とは何か」という問いが成立する根底には、認識の対象の存在というものを論点先取として前提しなければならないとしている。

### バリエーション
関連して、この用語は「問題の回避」の意味で使われることがある。これは、論証の前提が欠けていることを指摘するもので、そのために論証の自己循環性を指摘することができない。
辞書によっては「結論と同程度に証明を必要とする事柄をベースとして結論を導く誤謬」とされている（『A Dictionary of Modern English Usage』、初版は1926年）。しかし、これはむしろ多重質問の誤謬に近い。

## 関連する誤謬
論点先取は循環論法の誤謬と関連している。循環論法では、2つ（あるいはもっと多く）の結論が互いにもう一方を前提としている。すなわち、論旨を追っていくと、ある結論がそれ以前の前提とされていることがわかる。論点先取はもっと単純な1つの論証とその結論だけでも発生しうる。厳密には、論点先取は結論がその直前の前提の一部であることを意味する。しかし、「循環論法」とするべきときに「論点先取」という用語を使っても間違いとは言えない。
論点先取は多重質問の誤謬とも関連している。多重質問の誤謬とは、結論を単に主張するのではなく、（結論を支持する）受け入れられにくい証拠群を提示することに起因する技法の誤謬である。
それの特定の形式として、ある命題をより汎用的な命題の例に還元するというものがあり、後者の命題は前者の命題に比べて真偽がより明らかということはない場合がある。
1. 殺人を意図した全ての行為は道徳的に悪いことである。
2. 死刑は、殺人を意図した行為である。
3. したがって、死刑は道徳的に悪いことである。

この論証の最初の前提を、ある道徳体系内の公理として受容した場合、この推論は健全な論証と言える。最初の前提は結論よりも汎用的であるため、これを公理として認めなければ、全体として単に「死刑は悪いことだ」という主張よりも弱い論証にしかならない。

## 英語圏における現代的用法
「論点先取」の英訳Begging the questionの動詞begについて、語源はbegger（乞食）と同じく「懇請する」「請い求める」意味であり、Begging the questionなる表現では「論点をはぐらかす」「論点を避ける」意味で利用されている。一方で英語には本来形式ばった表現（宗教・哲学的表現に由来する）としてbeget「～を生じさせる」「（父が子を）こしらえる」なる異なる動詞があり（語源はbe+get）、これを混用し「to beg the question」が間違って「問題を提起する」とか「本当に答えるべき質問」という意味で使われることがある。例えば、次のような使い方である。「今年の財政赤字は5000億ドルである。ここで疑問が生じる（This begs the question）。我々はどうやって予算をつり合わせようとしているのか?」
この混乱の元は、「beg」と「beget」が似ているためと考えられる。「beget」を「to beget the question」という形で使った例として1748年のデイヴィッド・ヒュームの著書『人間知性研究』がある。
このような話は、規範文法的な言語学的論争の例である。

## 関連文献
- アリストテレス『分析論前書　分析論後書』内山勝利、神崎繁、中畑正志 編集、岩波書店〈新版　アリストテレス全集　2〉、2014年11月27日。ISBN 978-4-00-092772-7。